# Slant Magazine
Slant Magazine és una publicació en línia estatunidenca que inclou ressenyes de pel·lícules, música, televisió, DVD, teatre i videojocs, així com entrevistes amb actors, directors i músics. El lloc cobreix diversos festivals de cinema com el Festival de Cinema de Nova York.

## Història
Slant Magazine es va llançar l'any 2001. El 21 de gener de 2010, es va rellançar i va absorbir el bloc d'entreteniment The House Next Door, fundat per Matt Zoller Seitz, un antic guionista de The New York Times i New York Press, i mantinguda per Keith Uhlich, antic crític de cinema de Time Out New York, que va ser editor del bloc fins al 2012.

## Als mitjans
Les ressenyes de Slant, que A. O. Scott de The New York Times ha descrit com "apassionades i sovint punyents", ha estat ocasionalment la font de debat i discurs en línia i als mitjans de comunicació. La ressenya d'Ed Gonzalez de la pel·lícula de 2005 de Kevin Gage Chaos va provocar certa controvèrsia quan Roger Ebert la va citar a la seva ressenya de la pel·lícula per al Chicago Sun-Times; The New York Press va citar un altre escriptor de Slant, Keith Uhlich, en una ressenya de la pel·lícula de Michael Bay L'illa; i Gonzalez, que escrivia regularment per a la secció de pel·lícules de The Village Voice, va ser elogiat per l'antic crític de Voice Nathan Lee per la seva atenció a la política i la cultura pop d'una manera animada i interessant.
KillerStartups.com, una comunitat web que revisa llocs web tant per a emprenedors com per a inversors, va anomenar Slant "una de les fonts en línia de notícies, comentaris, opinió i controvèrsia més influents en el món de l'entreteniment indie, pop i mainstream".
El 21 de gener de 2010, MovieMaker va nomenar el bloc de Slant Magazine The House Next Door, un dels "50 millors blocs per a cineastes", i el 20 de gener de 2010, The House Next Door va ser nomenat per The Village Voice un dels "18 blocs de Gotham obsessius, irritables i imparables que val la pena passar-s'hi un simi".

## Sistema de qualificació
Slant Magazine utilitza dos sistemes de classificació diferents per a les seves ressenyes:
- Les pel·lícules i els programes de televisió es classifiquen mitjançant el sistema tradicional de quatre estrelles.
- Els àlbums, els DVD i els videojocs es classifiquen mitjançant un sistema de cinc estrelles.